# Cobh Ramblers FC
Cobh Ramblers Football Club (CRFC) is een Ierse voetbalclub die in de FAI League of Ireland (First Division) uitkomt. De club, opgericht in 1922 en toegetreden tot de hoogste divisie in 1985, is afkomstig uit Cobh, County Cork.

## Geschiedenis
CRFC begon als hockeyclub, maar veel clubleden begonnen voetbal te spelen met de gestationeerde Britse soldaten, wat leidde tot de uiteindelijke hervorming van de club.
Tot het seizoen 2008 speelden de Ramblers in de First Division. Hierdoor speelden ze weinig tegen hun plaatselijke rivaal Cork City, een Premier Division team, alleen in cupwedstrijden kwamen ze tegen elkaar uit. Na de titel in de First Division in 2007 speelde CRFC in 2008 voor de vierde keer in de Premier Division. Het bleef bij één seizoen, in 2008 volgde meteen een degradatie. De club kreeg tevens geen licentie voor het volgende seizoen en speelde vervolgens vier seizoenen in de derde divisie alvorens terug te keren naar de tweede divisie.
Bekende voormalig spelers van Cobh Ramblers  zijn Roy Keane, Stephen Ireland en Ian Butterworth.

## Erelijst
- Kampioen First Division

2007

## Overzichtslijsten

### Eindklasseringen vanaf 1964
| 2 |

| ? |

| 2 |

| ? |

| ? |

| 2 |

| ? |

| ? |

| 1 |

| ? |

| ? |

| ? |

| 1 |

| 1 |

| 1 |

| ? |

| 1 |

| 1 |

| 1 |

| 1 |

| 1 |

| 1 |

| 6 |

| 6 |

| 2 |

| 11 |

| 7 |

| 3 |

| 3 |

| 2 |

| 10 |

| 11 |

| 4 |

| 5 |

| 6 |

| 3 |

| 5 |

| 8 |

| 8 |

| 4 |

| 8 |

| 8 |

| 3 |

| 4 |

| 1 |

| 11 |

| 9 |

| 2 |

| 6 |

| ? |

| 7 |

| 8 |

| 6 |

| 3 |

| 2 |

| 8 |

| 6 |

| 6 |

| 8 |

| 9 |

| 3 |

| 8 |

| Premier Division | First Division | Munster Senior League |

Tot 1985 werd voor het 1 niveau de naam League of Ireland gehanteerd en voor het 2e niveau League of Ireland B Division.
Het 3e niveau kende in de seizoenen 2008 t/m 2011 de naam A Championship.

### Seizoensresultaten vanaf 2000
| Seizoen | Competitie       | Niveau | Eindstand | FAI Cup     | Opmerking |
| ------- | ---------------- | ------ | --------- | ----------- | --- |
| 1999/00 | First Division   | I      | 5         | 2e ronde    | |
| 2000/01 | First Division   | I      | 8         | kwartfinale | |
| 2001/02 | First Division   | I      | 8         | 3e ronde    | |
| 2002/03 | First Division   | I      | 4         | 3e ronde    | 1½ speelronde i.v.m. overgang naar kalenderjaarseizoen; pd wedstrijden > Drogheda United FC: 2-2/0-2; Ligatopscorer ex aequo: Willie Bruton (14). |
| 2003    | First Division   | I      | 8         | 2e ronde    | |
| 2004    | First Division   | I      | 8         | 3e ronde    | |
| 2005    | First Division   | I      | 3         | 2e ronde    | |
| 2006    | First Division   | I      | 4         | 2e ronde    | |
| 2007    | First Division   | I      | 1         | 2e ronde    | |
| 2008    | Premier Division | I      | 11        | 3e ronde    | |
| 2009    | A Championship   | III    | 9         | 2e ronde    | |
| 2010    | A Championship   | III    | 2         | 1e ronde    | pd-wedstrijden > Salthill Devon FC: 0-1/1-2 |
| 2011    | A Championship   | III    | 6         | 2e ronde    | |
| 2012    | Onbekende League | III    | ?         | -           | |
| 2013    | First Division   | II     | 7         | 3e ronde    | |
| 2014    | First Division   | II     | 8         | 2e ronde    | |
| 2015    | First Division   | II     | 6         | 2e ronde    | |
| 2016    | First Division   | II     | 3         | kwartfinale | promotie play-offs > Drogheda United FC: 0-2/2-1                                                                                                  |
| 2017    | First Division   | II     | 2         | 1e ronde    | geen promotie play-offs |
| 2018    | First Division   | II     | 8         | 1e ronde    | Finalist League Cup > Derry City FC: 1-3 |
| 2019    | First Division   | II     | 6         | 1e ronde    | |
| 2020    | First Division   | II     | 6         | 2e ronde    | competitie na 18 wedstrijden afgebroken i.v.m. coronapandemie                                                                                     |
| 2021    | First Division   | II     | 8         | 8e finale   | |
| 2022    | First Division   | II     | 9         | 1e ronde    | |
| 2023    | First Division   | II     | 3         | 1e ronde    | halve finale promotie play-offs > Waterford FC: 1-2 n.v.                                                                                          |
| 2024    | First Division   | II     | 8         | 2e ronde    | |
| 2025    | First Division   | II     | .         |             | |

Athlone Town ·
Bray Wanderers · 
Cobh Ramblers · 
Dundalk ·
Finn Harps · 
Kerry FC ·
Longford Town ·
Treaty United · 
UCD ·
Wexford